# Selšek
Selšek – wieś w Słowenii, w gminie Šmartno pri Litiji. W 2018 roku liczyła 75 mieszkańców.